# 크레이턴 에이브럼스
크레이턴 에이브럼스(Creighton Williams Abrams Jr., 1914년 9월 15일 ~ 1974년 9월 4일)는 미국의 군인이었다. 

## 생애

### 내력
1914년에 매사추세츠주 스프링필드에서 태어났다. 부친은 철도차량 정비공이자 농민이었다. 1936년에 캐나다인인 줄리아 에이브럼스(1915 ~ 2003)와 결혼했다. 그녀는 '알링턴 레이디즈'를 설립하여 인도주의적 문제에 대해 많은 시간 몰두했다. 그들에게는 3명의 딸과 3명의 아들이 있었으며, 아들들은 모두 육군 사관이 되었다. 또한, 딸들은 모두 육군 사관과 결혼했다. 1936년에 웨스트 포인트를 졸업했다. 그보다 앞서 육군 참모총장 등이 된 윌리엄 웨스트모얼랜드와 동기였다. 1936년부터 1940년까지 제1기병사단에 배속되어 1939년에 중위, 그리고 1940년에 임시 대위로 승진했다. 기병과 발전 초기에 장갑 사관이 되어, 1940년에 제1기갑사단의 전차 중대장을 맡았다.

### 제2차 세계대전
제2차 세계대전 중에 그는 제4기갑사단의 연대 부관(1941년 6월 ~ 1942년 6월)으로 배속되어 대대 지휘관(1942년 7월 ~ 1943년 3월), 제37기갑연대의 선임 사관(1943년 3월 ~ 1943년 9월)을 맡았다. 사단의 재편성에 의해 새로운 대대인 제37전차대대가 창설되어 그는 1945년 3월까지 같은 대대의 지휘관으로서 사단의 전투 커맨드 B를 지휘했다. 이전에 그는 1943년 3월에 임시 소령, 1943년 9월에 중령으로 승진했다.
이전까지 대부분, 그의 부대는 제4장갑 사단 및 제3군의 선봉으로서 많은 전투에 참가했다. 또, 그는 활동적인 전차 지휘관으로서 유명했다. 그는 지휘관으로서의 능력과 신뢰성이 높았고, 겨우 고속 차량을 이용하는 것만으로 뛰어난 장갑과 병기를 갖추고 훈련도가 높은 독일군을 깰 수 있었다. 에이브럼스는 적극적이며 성공적인 장갑 지휘관으로서 알려져 있었다. 조지 패튼 장군은 그에 대해 "나는 육군으로 최고의 전차 지휘관이라고 일컬어지고 있지만, 나에게는 한 명 동료가 있다. 에이브 에이브럼스. 그는 세계 챔피언이다."라고 말했다. 에이브럼스의 부대는 제2차 세계대전 기간 중에 자주 제3군의 선봉을 담당했다. 에이브럼스는 벌지 전투에서 바스토뉴에서 포위된 제101 공수사단의 구원부대 지휘관의 한 사람으로 있었다.
1945년 4월 23일에 윌 랭 쥬니어는 라이프 지에 "Colonel Abe"라는 제목으로 그의 전기를 집필했다.
전후, 그는 육군 참모(1945-46)인 포트 녹스의 기갑학교에서 전략부장(1946-48)을 맡아 포트 레번워스의 미국 육군 지휘 참모 대학(CGSC)을 1949년에 졸업했다. 그는 1945년에 임시대령에 승진하고 있었지만, 제2차 세계대전이 끝나면 원래의 중령으로 격하됐다.
그 후, 그는 제1보병사단의 일부인 제63전차대대를 유럽에서 지휘한다(1949 ~ 51). 그는 다시 대령으로 승진해 제2기갑연대(1951 ~ 52)를 지휘했다. 이러한 부대는 냉전 체제 하에서 소련의 서유럽 침공에 대한 중요한 억제력으로 작용했다. 그 후 그는 육군 전쟁 대학에 입학해 1953년에 졸업했다.

### 한국 전쟁
그는 유럽으로의 배속 및 육군 전쟁 대학 입학으로 인해 한국 전쟁에는 늦게 참가하게 되었다. 그는 한국 전쟁에서 제1, 제10, 제9군단의 참모장으로 활약하였다.(1953 ~ 54).
한국 전쟁 후, 그는 포트 녹스의 병기 센터(1954 ~ 56)의 참모장을 맡았다. 그는 준장으로 승진하였으며, 펜타곤의 예비역 컴퍼넌트의 부참모장(1956 ~ 59)이었다. 1959년부터 60년까지 제3기갑사단의 부사단장을 맡아 60년부터 62년까지 사단장으로서 동사단을 지휘해, 소장로 승진했다.
그 후, 그는 펜타곤의 작전 참모 차장으로 전임하였고(1962 ~ 63), 계속해서 중장으로 승진해 유럽에서 제5군단을 지휘했다(1963 ~ 64).

### 최고 지휘관으로서
그는 1964년에 대장으로 승진하였으며, 육군참모총장 후보 중 1명으로서 고려되고 있었으나, 육군참모차장으로 지명된다. 베트남 전쟁의 전쟁상황의 변화로 인해, 그는 1967년 5월에 육군사관학교에서 동기인 윌리엄 웨스트모얼랜드 장군의 부관으로 임명되었다가, 1968년 6월에는 육군참모총장이 된 웨스트모어랜드의 뒤를 이어 베트남 파견 미군의 최고 사령관이 되었다. 그의 베트남에서의 지휘는 전임자 웨스트모어랜드에 의한 낙관론 때문에 주목되지 않았다.
1968년의 대통령 선거 이후 취임한 리처드 닉슨 대통령은 닉슨 독트린에서 표명한 '베트남화'를 추진했다. '베트남화'란 베트남 전쟁에서의 미군의 관여를 점차 축소하여 전쟁을 남 베트남에 맡기는 것이었다.
그는 1972년 6월에 웨스트모어랜드의 후임으로서 미국 육군참모총장으로 지명되었지만, 그의 부하가 명령에 불복종을 실시한 것으로 인해, 정치적인 영향을 생각한 상원에 의해서 1972년 10월까지 승인되지 않았다. 취임 후, 그는 폐암으로 1974년 9월에 재직 중 사망할 때까지 동직을 맡았다. 그가 참모총장 재직 중에 미국 육군은 징병제를 정지하고, 지원제에 실시했다.
그는 알링턴 국립묘지에 아내와 줄리아와 함께 안장되었다.
| 전임 바크스데일 햄리트 | 미국 육군 참모차장 1964년 ~ 1967년 | 후임 랠프 헤인스 주니어 |

| 전임 윌리엄 웨스트모얼랜드 | 베트남 주둔 미군 최고사령관 1968년 ~ 1972년 | 후임 프레데릭 웨이안드 |

| 전임 브루스 팔머 주니어 | 미국의 육군 참모총장 1972년 ~ 1974년 | 후임 프레데릭 웨이안드 |